# III. Alfonz portugál király

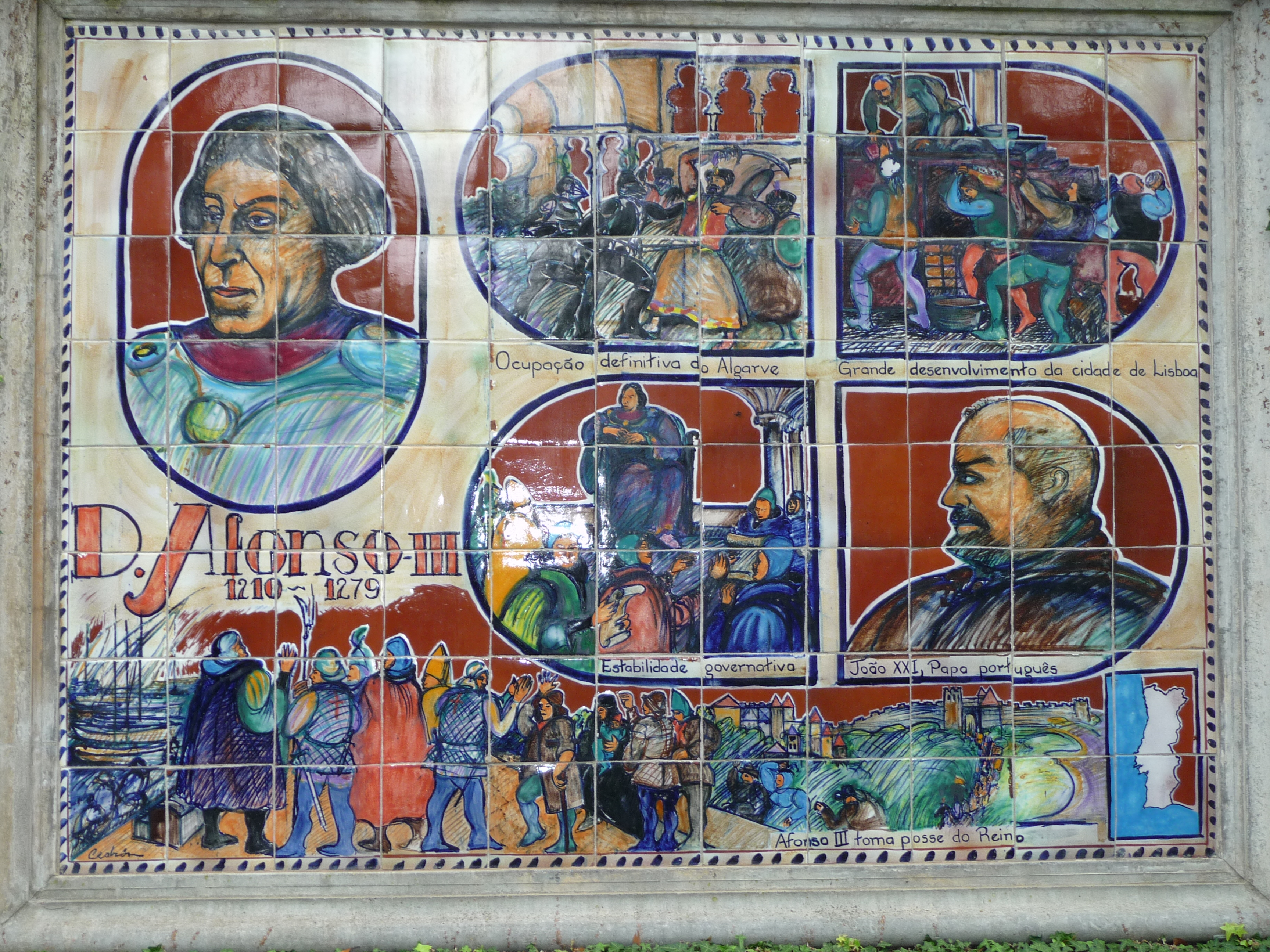
III. Alfonz portugál király uralkodásának főbb eseményei (azulejo)
1. Algarve elfoglalása
2. Lisszabon nagy fejlesztése
3. A királyi hatalom stabilizálása
4. Az első portugál pápa (XXI. János) megválasztatása
5. III. Alfonz megragadja a hatalmat

III. Alfonz (Affonso III.) (Coimbra, 1210. május 5. – Lisszabon, 1279. február 16.) portugál uralkodó.

## Élete
II. Alfonz második fia. 1247-től uralkodott (előtte, 1245-től régensként), mert bátyját, II. Sanchót a felkelők elűzték trónjáról. Miután helyreállította az ország békéjét, folytatta a harcot a mórok ellen. 1249–1251-ben meghódította Algarve taifát, és ezzel kialakította Portugália mai határait. Az elfoglalt területeken visszamaradt mórokkal kíméletesen bánt.
1255-ben Lisszabont tette Portugália fővárosává.
Kiterjesztette a törvényhozó testület jogkörét. Miután (a papság segítségével) megszilárdította uralmát, felújította apja és bátyja az egyház jogait korlátozni kívánó politikáját, ezért 1277-ben őt is kiátkozták. 1279-ben halt meg, és őt is csak halála után oldozták föl az átok alól, kimondva, hogy az egyház iránti kötelezettségét teljesíteni akarta.

## Családja
Először Matild Boulogne-i grófnőt, majd Kasztíliai Beatrix hercegnőt vette feleségül. Összesen húsz gyermeke született, közülük a Beatrixtól negyediknek született Dénes örökölte a trónt apjától.